# Шест мъченици топлишки
Шест девици мъченици топлишки (на гръцки: Άγιες Έξι Παρθενομάρτυρες του Γεροπλατάνου) са шест момичета от село Топлик, Халкидики, убити от османците в 1854 година и почитани в лика на мъченицит от Източноправославната църква.

## Биография
През април 1854 година избухва Гръцкото въстание в Македония, начело с капитан Цамис Каратасос. Въстанието се проваля и на 22 април 27 първенци от Полигирос са изклани, а разрушенията и кланетата се разпространяват в останалата част на Халкидика. В Топлик седем момичета са заключени във воденицата на джамията. Турците ги обграждат и ги карат да приемат исляма. Едно от момичетата скланя и се жени за турчин, но шест отказват. Турците запалват мелницата и ги изгарят живи. Обявени са от Православната църква за мъченици и празникът им е в неделята между 1 и 7 май.